# 城南乡 (宜章县)
城南乡原属湖南省宜章县下辖乡，2012年4月撤销，与城关镇一起成建制合并至新设的玉溪镇。城南乡撤销前行政区划代码431022200；下辖樟涵村、南湾村、廖家湾村、罗家山村、寿福村、新田村、法堂村、西门村、黄岑村、曹家瑶族村、罗家灌村、成家村、五都岭村、吴家村、下蕉村、上蕉村、黄土山村、塘园村共计18个行政村。